# Altınbaşak, Üzümlü
Altınbaşak là một thị trấn thuộc huyện Üzümlü, tỉnh Erzincan, Thổ Nhĩ Kỳ. Dân số thời điểm năm 2010 là 2.075 người.